# Wainer Vaccari
Pour les articles homonymes, voir Vaccari.
Wainer Vaccari (né en 1949 à Modène) est un illustrateur, peintre et sculpteur italien.

## Biographie
Wainer Vaccari a fait ses débuts dans les années 1970 avec une exposition à la galerie « La Sfera ». Sa carrière décroche véritablement lorsqu'il rencontre le marchand d'art Emilio Mazzoli, pour lequel il organise une exposition personnelle à Modène en 1983. L'année suivante, Vaccari participe à deux importantes expositions collectives : « La scuola di Atene » à Acireale et l'exposition de la Biennale « Trigon » à Graz, toutes deux organisées par Achille Bonito Oliva .
Durant cette période, son art perd l'influence initiale de la Nouvelle Objectivité allemande et commence à s'engager avec l' art maniériste de l'Italie du XVIe siècle et la figuration visionnaire du nord du XIXe siècle . Les résultats de ces recherches ont conduit Vaccari à étendre ses activités d’exposition au-delà des frontières italiennes et à gagner l’admiration d’importantes institutions européennes. Au cours des dix années suivantes, ses œuvres ont été exposées dans des galeries privées , telles que Susan Wyss à Zurich, Jule Kewenig à Frechen-Bachem ( Cologne ) et Thomas Levy à Hambourg  ainsi que dans des musées tels que celui de Horsens au Danemark , la galerie d'art de Rotterdam aux Pays-Bas  et le Kunstverein de Munich . Son travail a également attiré l'attention du prestigieux Stedelijk Museum d' Amsterdam, qui a acquis une de ses œuvres intitulée « Tondo » en 1992 .
La fin des années 1990 est caractérisée par plusieurs expositions personnelles qui consolident la présence de Vaccari sur la scène artistique internationale, comme en 1997 à la Galerie Thomas à Munich et dans les deux années suivantes à la Galerie Numaga à Neuchâtel et à la Redfern Gallery à Londres .
Mais malgré la réponse positive à l'étranger, Vaccari a maintenu ses contacts avec l'Italie et a eu une exposition personnelle à la Galleria Civica de Modène en 1994, suivie de trois expositions entre 1996 et 1997 à la Galleria Forni de Bologne , à la Galleria Goethe de Bolzano  et à la Galleria dello Scudo de Vérone . En 1999, il est invité à Rome à la treizième édition de la Quadriennale . L'année 2000 est en effet, pour le peintre, caractérisée par une intense exploration du langage de la peinture, qui l'amène à repenser en profondeur sa propre manière de représenter. Les premiers résultats de ce tournant stylistique peuvent être observés dans les expositions à Galerie Emilio Mazzoli de Modène (2001), à la Galerie Pack de Milan (2002), au Musée d'Art Moderne de Passau, en Autriche (2003), au Kunsthaus de Hambourg (2005) et à la Galerie Bonelli de Mantoue (2007) .
En 2008, il participe à la Biennale de Pékin, tandis qu'en 2011, il fait partie des artistes exposés au pavillon italien organisé par Vittorio Sgarbi . Plus tard en 2012, la réflexion de Vaccari sur l'art sera liée à une intense activité d'étude épistémologique qui a conduit l'artiste à un peaufinage nouveau et original de son propre langage visuel et de son style .
Vaccari a ensuite participé à d'importantes expositions collectives en Italie et à l'étranger, notamment l'exposition de 2013 au Schleswig « Peintures préférées de la collection Grosshaus » au château de Gottorf .
En 2015, il expose à nouveau en Allemagne, à la Galerie Levy de Hambourg, tandis qu'en 2017, il revient à la Galerie Emilio Mazzoli de Modène pour une importante exposition personnelle intitulée « Visioni diverse », organisée par Flavio Arensi,.

## Œuvres en collections et  institutions publiques
- Ces œuvres d'art sont exposées au Palazzo Chigi, au Parlement de Rome en Italie, au Stedelijk museum d' Amsterdam (Pays-Bas ), au Horsenskunstmuseum de Horsens (Danemark) et au Musée d'art et d'histoire de Neuchâtel (Suisse) .

- Une de ses sculptures en bronze intitulé ''Il camminante'' Le Vagabond est située à Modène sur le Largo Mario Alberto Pucci en face de la Palazzina Pucci [20].

- Une autre statue en bronze du célèbre coup de pied à vélo de Carlo Parola, à partir duquel il a conçu le logo des albums Calciatori Panini, se trouve dans les locaux du kiosque Panini sur la Piazza del Duomo, également à Modène.

- Une statue en bronze intitulée "Tuffatore" Le Plongeur vendue en 2024 à Hambourg à un collectionneur privé [21].

- Le prototype plastique de sa première œuvre sur céramique élastique, intitulée « Pensiero di testa » (Pensée de la tête), réalisée pour la première édition du Festivalfilosofia, est accroché au mur de Piazzale Avanzini à Sassuolo en Italie [22],[23].

## Autres œuvres
- Engagé comme graphiste chez Panini à Modène, il réalise en 1970, à partir d'une photographie de Corrado Bianchi, le dessin immortalisant la célèbre bicyclette de Carlo Parola, qui deviendra le logo et le symbole de l'album Calciatori de Panini[24],[25].

- En 1986, il a conçu les costumes de la pièce de théâtre dansé « Tufo » du groupe Sosta Palmizi, une production du Centro in Teatro di Polverigi ( Ancône ) [26].

- En 1995, Worshiping icons, un spectacle de danse inspiré des œuvres de Wainer Vaccari, a été présenté par la compagnie de danse du Théâtre de Copenhague avec une chorégraphie de Warren Spears.

- Finalement, Il a réalisé les illustrations du livre ''Baggio Etrusco'' des Edizioni Limina, Arezzo 2005[27].